# BIM-018
El BIM-018 es un cannabinoide sintético, análogo benzimidazólico del JWH-018. Se presume que es un potente agonista del receptor CB2 y se vende en línea como droga de diseño.
Se ha informado que los derivados de benzimidazol relacionados son agonistas altamente selectivos del receptor CB2.